# I Would Like to See You Again
I Would Like to See You Again es el vigesimosexto álbum del cantante country Johnny Cash lanzado bajo el sello disquero Columbia el año 1978. La canción con el mismo nombre que el disco llegó al #12 en los rankings mientras la canción "There Ain't No Good Chain Gang" llegó al puesto #2, el álbum en si llegó a la posición #23.
El álbum contiene duetos con Waylon Jennings como en la canción "There Ain't No Good Chain Gang" la cual sería la primera colaboración entre ello de muchas más, el par graba muchas canciones en los 80s y graban el CD Heroes, los dos también trabajan con The Highwaymen junto con Willie Nelson y Kris Kristofferson.

## Canciones
1. I Would Like to See You Again – 2:55
(Larry T. Atwood y Charlie Craig)
2. Lately – 2:01
(Cash)
3. I Wish I Was Crazy Again (con Waylon Jennings) – 2:44
(Bob McDill)
4. Who's Gene Autry? – 3:53
(Cash)
5. Hurt So Bad – 2:37
(Cash)
6. I Don't Think I Could Take You Back Again – 2:51
(Earl Ball, Jr. y Joel Sonnier)
7. Abner Brown – 3:40
(Cash)
8. After Taxes – 3:03
(Jerry Leiber y Billy Edd Wheeler)
9. There Ain't No Good Chain Gang (con Waylon Jennings) – 3:18
(Hal Bynum y Dave Kirby)
10. That's the Way It Is – 3:03
(Roger Bowling y Larry Butler)
11. I'm Alright Now – 2:39
(Jerry Hensley)

## Personal
- Johnny Cash - Vocalista
- Waylon Jennings - Vocalista
- Al Casey - Guitarra
- The Jordanaires - Coristas

## Posición en listas
Álbum - Billboard (América del Norte)
| Año  | Tabla           | Posición |
| ---- | --------------- | -------- |
| 1978 | Álbumes Country | 23       |

Canciones - Billboard (América del Norte)
| Año  | Canción                          | Tabla             | Posición |
| ---- | -------------------------------- | ----------------- | -------- |
| 1978 | "I Would Like to See You Again"  | Canciones Country | 12       |
| 1978 | "There Ain't No Good Chain Gang" | Canciones Country | 2        |